# Tim Miller (filminstruktør)
 For alternative betydninger, se Tim Miller. (Se også artikler, som begynder med Tim Miller)
Tim Miller (født 1965[kilde mangler]) er en amerikansk filminstruktør som spillefilmsdebuterede i 2016 med Deadpool. Han har tidligere arbejdet med specialeffekter. Miller designede blandt andet åbningssekvenserne til The Girl with the Dragon Tattoo og Thor: The Dark World.

## Filmografi
| År   | Film                            | Instruktør | Designer | Noter           |
| ---- | ------------------------------- | ---------- | -------- | --------------- |
| 2010 | Scott Pilgrim vs The World      | Nej        | Ja       | Filmdebut       |
| 2011 | The Girl With The Dragon Tattoo | Nej        | Ja       |                 |
| 2013 | Thor: The Dark World            | Nej        | Ja       |                 |
| 2016 | Deadpool                        | Ja         | Nej      | Instruktørdebut |
| 2019 | Terminator: Dark Fate           | Ja         | Ja       | Også producent  |
| 2020 | Sonic the Hedgehog              | Nej        | Nej      | Producent       |